# Centre militaire d'observation par satellites 1/92 Bourgogne
Situé sur la base aérienne 110 de Creil, le centre militaire d'observation par satellites 1/92 Bourgogne est une unité de l'Armée de l'air française spécialisée dans le domaine de l'observation par satellites pour le compte des armées françaises.
Le 5 juin 2014, ce centre a repris les traditions de l'escadron de bombardement 1/92 Bourgogne. Ancienne unité de combat de l'Armée de l'air, cet escadron faisait partie de la 92e escadre de bombardement et volait avec le bombardier biréacteur Vautour IIB.

## Le centre militaire d'observation par satellites ou CMOS (depuis 2004)

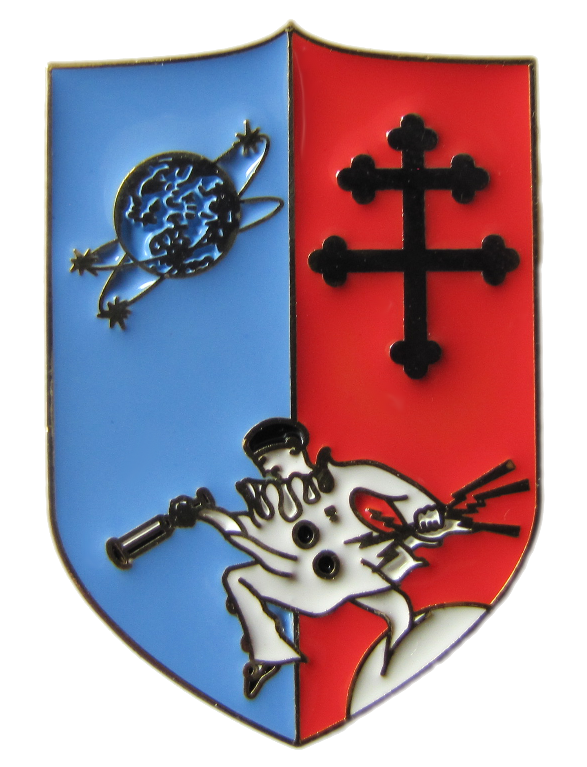
Insigne du CMOS (2014)

### Historique du CMOS
Avec l'arrivée du programme spatial Helios, l'escadron d'observation par satellite (EOS 00.348) est créé le 1er août 1995, sur la base aérienne 110 de Creil, pour assurer la mise en œuvre technique du centre principal Hélios France (CPHF). L'EOS est composé de deux unités :
- le centre de traitement et de production Hélios (CTPH 10.348), situé sur la base aérienne de Creil. Ce centre a pour mission de fournir des images satellites à toutes les composantes de la défense ;
- le centre de réception des images France (CRIF 11.348), qui est situé à quelques kilomètres de la base aérienne 132 de Colmar. Ce centre est désormais inactif aujourd'hui[2].

Le 1er septembre 2003, l'EOS évolue en centre militaire d'observation par satellites (CMOS).
Par la coopération suscitée avec Hélios, le centre a toujours été en relation avec ses homologues partenaires européens qui disposaient également d'un segment national au sol rattaché à Hélios : l'Espagne (à Torrejon) et l'Italie (à Pratica di Mare) durant la période Hélios I, auxquels se sont ajoutés l'Allemagne (à Gelsdorf), la Belgique (à Bruxelles) et la Grèce (à Athènes) avec Hélios II.

### Missions
Le CMOS est un organisme à vocation interarmées. Cette unité regroupe sur un seul site l’ensemble des moyens de mise en œuvre de l’observation spatiale militaire française et acquiert également la totalité de l’imagerie commerciale au profit des unités et états-majors de la Défense.
Le centre est :
- responsable de la satisfaction du besoin opérationnel des organismes autorisés à recevoir des produits (images, écoutes) d’origine spatiale. Ces organismes sont principalement la direction du renseignement militaire (DRM), l’établissement géographique interarmées (EGI), le centre national de ciblage (CNC), les trois armées en métropole et les forces déployées sur les théâtres d’opérations ;
- chargé d'assurer, le cas échéant, les fonctions de directeur technique de la composante sol des systèmes spatiaux de recueil de données ;
- chargé de suivre l’état des systèmes spatiaux en liaison avec les organismes civils ou étrangers concernés ;
- chargé d'exercer des attributions concernant tant l’emploi que la mise en œuvre des systèmes.

Implanté sur la base de Creil, le centre dispose d'une section permanente mise en place au Centre de maintien à poste au sein du CNES à Toulouse, chargé de transmettre les ordres de prises de vue provenant de Creil aux satellites nationaux français.
Dans le cadre de ses missions, le centre est en liaison avec :
- les segments au sol MUSIS (Multinational Space-based Imaging System for Surveillance, Reconnaissance and Observation) mis en place dans les pays partenaires ;
- le segment au sol appelé "SAR Lupe utilisateur" (SAR-Lupe Ground Segment) situé à Gelsdorf ;
- le segment au sol utilisateur de COSMO-SkyMed (Italian Pratica di Mare Defence User Ground Segment) situé à Pratica di Mare.

Si le centre assure le recueil des besoins et l’ensemble des opérations de traitement des images, il n'est pas chargé de leur exploitation.

### Subordination
Le centre relève :
- sur le plan organique, du commandement de l’espace (CDE) ;
- pour son emploi :
  - du CDE[Quoi ?] qui exerce le contrôle opérationnel des plateformes spatiales[6] ;
  - de la DRM qui exerce le contrôle opérationnel des moyens spatiaux de recueil de données. Ainsi, la DRM a pour responsabilité de fixer les priorités nationales et de hiérarchiser les demandes en collaboration avec ses homologues étrangers pour les quatre types de satellites exploités par la France.

### Moyens spatiaux
Le centre regroupe, pour les forces armées françaises, les composantes au sol des systèmes spatiaux suivants :
- trois satellites CSO (composante spatiale optique) lancés en 2018, en 2020 et en mars 2025,
- Pléiades (deux satellites d'observation duaux français),
- SAR-Lupe (constellation de cinq satellites de l'armée allemande),
- COSMO-SkyMed (constellation de quatre satellites duaux italiens).

À ces systèmes, s'ajoute la capacité unique dans les armées de compléter les besoins des forces françaises par l'achat d'imagerie spatiale commerciale.
Le CMOS est chargé du segment au sol de la capacité d'observation MUSIS. MUSIS a remplacé, en 2018, le système PHAROS (portail hôte d’accès au renseignement de l’observation spatiale) pour l'accès à l'imagerie spatiale : ce système, comme son prédécesseur, permet aux utilisateurs, soit en métropole soit sur un théâtre d’opérations extérieur, d’avoir un accès rapide au catalogue d’images satellites, de faire des demandes de programmation des capteurs en orbite et de recevoir les images commandées.
Dans le passé, le CMOS a également mis en œuvre les satellites Helios (au total, quatre satellites militaires français d'observation) durant toute leur exploitation opérationnelle, de 1995 (date du lancement du satellite Hélios 1A) jusqu'au retrait des Hélios-2A et 2B, fin 2021.

### Traditions
Le centre militaire d'observation par satellites a repris le 5 juin 2014 les traditions de l'EB 1/92 Bourgogne et de ses deux escadrilles (BR 7 et BR 35).

## Bases
- Base aérienne 709 Cognac-Châteaubernard (1958-1961)
- Base aérienne 106 Bordeaux-Mérignac (1961-1974)
- Base aérienne 110 Creil (2004-présent)

## Historique de l'EB 1/92 Bourgogne (1958-1974)
- 1er janvier 1958 : création à Cognac de l'escadron de bombardement (EB) 1/92 Bourgogne. Le nom « Bourgogne » fait référence au Groupe de Bombardement Moyen 1/32 Bourgogne (GBM 1/32) créé le 1er novembre 1943, qui volait sur B-26 Marauder et qui a effectué 599 missions de bombardement durant la 2de guerre mondiale
- Mars 1961 : déménagement de l'unité vers Bordeaux-Mérignac
- 1er septembre 1974 : dissolution à Bordeaux-Mérignac
- 5 juin 2014 : reprise des traditions de l'EB 1/92 par le centre militaire d'observation par satellites à Creil

### Appareils utilisés
- Vautour IIB

### Escadrilles

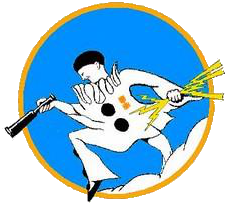
Insigne de l'escadrille BR7

L'escadron 1/92 Bourgogne, tout comme le GBM 1/32 dont il est l'héritier, étaient composés de 2 escadrilles:
- BR7 (Pierrot observateur), escadrille d'observation créée en février 1913 à Verdun, au palmarès de 5 victoires aériennes et ayant fait l'objet d'une citation croix de guerre 1939-1945
- BR35 (Croix de Lorraine), escadrille d'observation créée le 28 octobre 1914 à Saint-Cyr, au palmarès de 3 victoires aériennes et ayant fait l'objet d'une citation croix de guerre 1939-1945

Les lettres BR font référence au Breguet XIV, avion de la Première Guerre mondiale.